# Nazionale maschile di baseball della Repubblica Ceca
La nazionale maschile di baseball ceca rappresenta la Repubblica Ceca nelle competizioni internazionali, come il Campionato europeo di baseball o il campionato mondiale di baseball organizzato dalla International Baseball Federation. La squadra vanta una partecipazione al Campionato Mondiale nel 2009 in qualità di nazione ospitante (la Repubblica Ceca fu infatti uno degli otto paesi europei designati dalla IBAF per ospitare la manifestazione) e una al World Baseball Classic nel 2023. Al Campionato europeo di baseball la sua prima partecipazione è datata 1997, e da allora si è sempre qualificata a tale competizione.

## Piazzamenti

### Mondiali
- 2009 : 20°

### World Baseball Classic
- 2013: non qualificata[2]
- 2017: non qualificata
- 2023: qualificata[1]

### Europei
- 1997: 7°
- 1999: 8°
- 2001: 5°
- 2003: 6°
- 2005: 5°
- 2007: 12°
- 2010: 4°
- 2012: 5°
- 2014: 4°
- 2016: 5°